# Медаль «За заслуги в охране границ ПНР»
Медаль «За заслуги в охране границ ПНР» (пол. Medal za zasługi w ochronie granic PRL) — награда Польши, вручавшаяся от имени министра внутренних дел Польской Народной Республики. Утверждена решением Совета Министров ПНР от 6 июня 1975 года, упразднена 7 декабря 1990 года. Имела три степени — золотую, серебряную и бронзовую.

## Основания награждения
Медаль «За заслуги в охране границ ПНР» могла вручаться:
- солдатам действительной военной службы и солдатам резерва, а также сотрудникам Войск Охраны Границы, которые каким-либо способом отличились при защите безопасности границ государства,
- другим особам в знак признания их заслуг в обороне границ страны,
- служащим пограничных органов соседних стран или жителям этих стран за заслуги в развитии пограничного сотрудничества и охраны границ ПНР.

Медаль могла также быть вручена подразделениям Войск Охраны Границы, учреждению, предприятию, организации или общественной организации отличившимся при охране границ государства.
Медаль вручалась министром внутренних дел по представлению командующего Войск Охраны Границы. Вручения производились в день возрождения Польши (22 июля), годовщину создания ВОГ (10 июня) или в День Войска Польского (тогда 12 октября), а в особых случаях в другие даты. Награждённое лицо получало медаль и удостоверение. При награждении медалью придерживались порядка степеней (сначала бронзовая, затем серебряная и золотая), но в особых случаях можно было отступать от этого порядка.
Министр мог лишить медали в случае подтверждения, что её вручение произошло по ошибке или что награждённых совершил проступок, вследствие которого стал недостоин этой награды.
Расходы по награждению медалью покрывались из бюджета МВД.

## Описание
Медаль «За заслуги в охране границ ПНР» имела форму круга с диаметром 33 мм, изготовленного из метала бронзового, серебряного или золотого цвета. На аверсе посредине изображён контур границ ПНР с наложенным барельефом орла (в соответствии с видом на гербе). От контуров границ отходят в сиянии восемь стилизованных пограничных столбов, между которыми находятся надписи PRL. На реверсе находится направленный вниз меч, к которому прислонён щит, на котором в семь строчек размещена надпись: ZA ZASŁUGI / W OCHRONIE / GRANIC / POLSKIEJ / RZECZYPO / SPOLITEJ / LUDOWEJ. От нижнего края щита вверх отходят по обеим сторонам лавровые ветви.
Медаль носилась на ленте шириной 35 мм, средняя часть которой зелёного цвета, а боковые обрамления бело-красного.
| Золотая медаль | Серебряная медаль | Бронзовая медаль |

Медаль носилась на левой стороне груди после общегосударственных наград.